# جشنواره فیلم کن ۲۰۰۵
جشنواره کن ۲۰۰۵ (به فرانسوی: Festival de Cannes 2005) از ۱۱ تا ۲۲ ماه مه سال ۲۰۰۵ میلادی برگزار شد.

## جوایز
- نخل طلا: بچه ساخته لوک و ژان پیر داردن
- جایزه بزرگ هیئت داوران: گل‌های پژمرده ساخته جیم جارموش